# SOX17
SOX17 (англ. SRY-box 17) – білок, який кодується однойменним геном, розташованим у людей на короткому плечі 8-ї хромосоми. Довжина поліпептидного ланцюга білка становить 414 амінокислот, а молекулярна маса — 44 117.
| 10         |  | 20         |  | 30         |  | 40         |  | 50         |
| ---------- |  | ---------- |  | ---------- |  | ---------- |  | ---------- |
| MSSPDAGYAS |  | DDQSQTQSAL |  | PAVMAGLGPC |  | PWAESLSPIG |  | DMKVKGEAPA |
| NSGAPAGAAG |  | RAKGESRIRR |  | PMNAFMVWAK |  | DERKRLAQQN |  | PDLHNAELSK |
| MLGKSWKALT |  | LAEKRPFVEE |  | AERLRVQHMQ |  | DHPNYKYRPR |  | RRKQVKRLKR |
| VEGGFLHGLA |  | EPQAAALGPE |  | GGRVAMDGLG |  | LQFPEQGFPA |  | GPPLLPPHMG |
| GHYRDCQSLG |  | APPLDGYPLP |  | TPDTSPLDGV |  | DPDPAFFAAP |  | MPGDCPAAGT |
| YSYAQVSDYA |  | GPPEPPAGPM |  | HPRLGPEPAG |  | PSIPGLLAPP |  | SALHVYYGAM |
| GSPGAGGGRG |  | FQMQPQHQHQ |  | HQHQHHPPGP |  | GQPSPPPEAL |  | PCRDGTDPSQ |
| PAELLGEVDR |  | TEFEQYLHFV |  | CKPEMGLPYQ |  | GHDSGVNLPD |  | SHGAISSVVS |
| DASSAVYYCN |  | YPDV       |  |            |  |            |  |            |

A: Аланін

C: Цистеїн

D: Аспарагінова кислота

E: Глутамінова кислота

F: Фенілаланін

G: Гліцин

H: Гістидин

I: Ізолейцин

K: Лізин

L: Лейцин

M: Метіонін

N: Аспарагін

P: Пролін

Q: Глутамін

R: Аргінін

S: Серин

T: Треонін

V: Валін

W: Триптофан

Кодований геном білок за функцією належить до активаторів. 
Задіяний у таких біологічних процесах, як транскрипція, регуляція транскрипції, сигнальний шлях Wnt. 
Білок має сайт для зв'язування з ДНК. 
Локалізований у ядрі.